# Terrilimosina racovitzai
Terrilimosina racovitzai är en tvåvingeart som först beskrevs av Mario Bezzi 1911.  Terrilimosina racovitzai ingår i släktet Terrilimosina och familjen hoppflugor. Arten är reproducerande i Sverige. Inga underarter finns listade i Catalogue of Life.